# Валішевиці
Валішевиці (пол. Waliszewice) — село в Польщі, у гміні Ґощанув Серадзького повіту Лодзинського воєводства.
Населення — 177 осіб (2011).
У 1975-1998 роках село належало до Серадзького воєводства.

## Демографія
Демографічна структура станом на 31 березня 2011 року:
|          | Загалом | Допрацездатний вік | Працездатний вік | Постпрацездатний вік |
| -------- | ------- | ------------------ | ---------------- | -------------------- |
| Чоловіки | 88      | 17                 | 60               | 11                   |
| Жінки    | 89      | 24                 | 47               | 18                   |
| Разом    | 177     | 41                 | 107              | 29                   |